# Acacia senegal
L'Acacia senegal és un arbre de la família de les fabàcies, malgrat que sovint es veu escrit dins la família mimosàcies. Tot i que poc citat en català, popularment es coneix com a arbre de la goma aràbiga o acàcia del Senegal.
El gran interès econòmic que representa per als països productors prové de la producció de la substància resinosa coneguda com a goma aràbiga, amb múltiples utilitzacions com a additiu alimentari, en cosmètica i en farmacologia, entre d'altres. Aquesta espècie d'Acacia presenta una ampla distribució a l'Àfrica tropical i subtropical, des de Moçambic i Zàmbia fins a Somàlia, el Sudan, Etiòpia, Kenya i Tanzània. Es cultiva també a l'Índia, Nigèria i el Pakistan.
El seu hàbitat principal són les zones tropicals i àrides d'Àfrica. La trobem, preferentment, en sòls desèrtics, arenosos i en climes àrids. Per a la seva sembra es recomana sòls arenosos lleugerament alcalins.

## Etimologia
El nom científic de la planta prové de la paraula en llatí acacĭa i aquesta del grec aκακία, que a la vegada deriva de akis que significa espina o punta. El nom de l'espècie, Senegal, prové del lloc on habita.

## Descripció
És un faneròfit monopòdic que pot mesurar de 5 a 8 metres d'altura i presenta una capçada variable, d'esparsa i esfèrica a densa i aixafada, a vegades amb branques llargues. La seva arrel és fasciculada amb tija de consistència llenyosa. Les tiges joves són de glabres fins a densament pubescents. Les fulles són compostes i bipinnades. Els seus folíols són lineals i s'agrupen en parells de vuit a deu. La disposició de les fulles al llarg de la tija és oposada, i la seva inserció a aquesta, peciolada. El follatge canvia cada any, és de fulla caduca.
És una planta hermafrodita, és a dir, tenen androceu i gineceu alhora i en el mateix individu. Les seves flors es troben agrupades en forma d'inflorescència racemosa i en espiga. El periant està compost per 5 sèpals i 5 pètals lliures, per tant, es tracta d'un calze dialisèpal i una corol·la dialipètala. El seu color va des d'un blanc-groguenc fins a groc. Acacia senegal presenta un androceu amb nombrosos estams que sobresurten del periant, anomenats exserts. Per altra banda, el seu gineceu és monocarpel·lar amb un ovari súper. El fruit que té aquesta espècie és simple indehiscent i carnós en forma de drupa. Aquest conté una sola llavor.

## Farmacologia
S'usa la rel i l'escorça.

### Composició química
La goma conté arabina que es tracta d'una sal càlcica, magnèsica i potàssica de l'àcid aràbic. El calci o el magnesi amb el carbohidrat forma l'arabat de calci o de magnesi, el qual dona lloc a arabinosa, galactosa i àcid arabinòsic.
Degut al seu enzim, no és adequada la seva utilització amb productes que continguin ingredients fàcilment oxidables. És incompatible amb aminopirina, morfina, vanil·lina, fenol, timol, àcid gàl·lic, apomorfina, amb solucions de clorur fèrric i borat de sodi, entre d'altres. La goma d'Àrab pot ser vista com un antídot si es provoca una destrucció parcial de molts alcaloides inclosos l'atropina, la hiosciamina, l'escopolamina, l'homatropina, la morfina, l'apomorfina, la cocaïna i la fisiostigmina.

### Usos medicinals
Farmacèuticament, s'usa en la fabricació d'emulsions i com a excipient en la presa de píndoles.
La goma també és d'ús intern, actua com a demulcent per a mucoses inflamades (gàstriques, intestinals, respiratòries i urinàries); i d'ús extern, per cobrir superfícies inflamades, com per exemple, cremades, dolor en els mugrons i lepra. Altres usos medicinals són per al tractament de la
diabetis, disentèria, febres i refredats.

### Propietats farmacològiques
- antitussigen,
- astringent (antiinflamatori, cicatritzant i antihemorràgic),
- expectorant,
- antipirètic,
- antidiabètic,
- antidiarreic
- demulcent.

### Toxicitat
Ingerida per via oral no presenta toxicitat. Tanmateix, algunes persones tenen al·lèrgia al seu pol·len, provocant lesions dèrmiques i greus atacs d'asma en el moment del contacte

## Observacions
Acacia senegal és una espècie econòmicament important com una font de goma aràbiga. Aquesta goma ha sigut de gran utilitat per a la preparació de benes per les mòmies, fabricació de cosmètics, tintes i pintures, fabricació de tota mena de cordes i cordons molt resistents (de les rels que estan a prop de la superfície), fet pel qual ha sigut objecte de comerç durant tota la història, des de temps bíblics fins a l'actualitat.
La goma d'Acacia senegal és tan bon nutrient que en la tradició àrab els recol·lectors vivien alimentant-se exclusivament d'aquesta. A. senegal es masteguen les fulles i l'escorça per combatre l'escorbut. A l'oest d'Àfrica també utilitzen la goma i l'escorça contra el càncer.
Originàriament, s'administrava per via intravenosa per contrarestar la pressió arterial baixa, després de les hemorràgies i la cirurgia, i pel tractament de l'edema associat amb nefrosi. Però aquestes pràctiques causen danys renals, hepàtics i reaccions al·lèrgiques. És per això que s'han deixat de practicar.
Aquesta planta es pot comprar en farmàcies, parafarmàcies i herbolaris.
La millor tesi sobre les relacions entre A. senegal i espècies vinculades fou feta per Ross (1979).